# Gianpiero Rosati
Gianpiero Rosati (Todi, 30 giugno 1951) è un latinista e filologo classico italiano.

## Biografia
Gianpiero Rosati si è formato all'Università di Firenze sotto la guida di Antonio La Penna e presso la Scuola Normale Superiore di Pisa, dove si è perfezionato. Ha svolto attività di ricercatore alla Normale e all'Università di Firenze; ha insegnato quindi come professore associato all'Università di Pavia e alla Scuola Normale e dal 1994 come professore ordinario di Letteratura latina all'Università di Udine, dove è stato anche direttore della locale Scuola Superiore. Dal 2013 al 2021 ha insegnato Letteratura Latina presso la Scuola Normale Superiore, dove ha ricoperto anche la carica di preside della Classe di Lettere e Filosofia (per due mandati, dal 2015 al 2021), e (dal 2017) di coordinatore del dottorato in Scienze dell’antichità, e dove ora è professore emerito. È socio dell’Accademia dei Lincei e della Academia Europæa.

## Interessi di ricerca
Gli interessi di ricerca di Gianpiero Rosati riguardano in primo luogo la poesia augustea, Ovidio in particolare: si ricordano la monografia Narciso e Pigmalione. Illusione e spettacolo nelle ‘Metamorfosi’, uscito per la prima volta per i tipi di Sansoni, Firenze, nel 1983, ripubblicato nel 2016 per le edizioni della SNS e recentemente uscito in traduzione inglese per Oxford University Press (2021), un'edizione commentata dei Medicamina faciei femineae, Marsilio 1985 (4ª ed. 2001), diversi studi sulle Heroides (edizione e commento delle epistole 18 e 19,  ed edizione-traduzione annotata di tutte le Epistole per la BUR), il commento ai libri IV, V e VI delle Metamorfosi per l'edizione della Fondazione Lorenzo Valla (ha anche introdotto tutta l'opera delle Metamorfosi per i tipi della BUR, 1994), in corso di stampa in traduzione inglese con l'intera opera presso Cambridge University Press. Numerosi studiosi internazionali hanno riconosciuto nei loro libri il contributo di Rosati, a volte fondamentale per essere stato il primo a studiare particolari aspetti delle sue opere, allo studio di Ovidio e anche di Virgilio.
Ha dedicato inoltre diversi studi alla prosa latina, in particolare a Petronio, Apuleio e Plinio il Vecchio (ha tradotto e annotato i libri XXXIII e XXXVII della Naturalis historia per Einaudi).
Si è inoltre occupato della poesia di età flavia, in particolare Marziale e Stazio (di cui ha curato per la BUR una traduzione con note dell'Achilleide), unendo all'interesse per le forme letterarie quello per la loro relazione con la cultura visiva, sul piano artistico e materiale.

## Pubblicazioni principali
- Narciso e Pigmalione. Illusione e spettacolo nelle 'Metamorfosi' di Ovidio, con un saggio di A. La Penna, Firenze, Sansoni, 1983 (rist. Pisa, Edizioni della Normale, 2016, ISBN 978-88-7642-590-5; trad. ingl. Oxford, Oxford University Press, 2021, ISBN 9780198852438).
- Ovidio. I cosmetici delle donne, a cura di G. Rosati, Venezia, Marsilio, 1985, ISBN 88-317-4823-8.
- Plinio il Vecchio. Storia Naturale V. Mineralogia e storia dell'arte (libri 33 - 37), traduzione e note di A. Corso, R. Mugellesi e G. Rosati, Torino, Einaudi, 1988, ISBN 88-06-11420-4.
- Ovidio. Lettere di eroine, introduzione, traduzione e note di G. Rosati, Milano, BUR, 1989, ISBN 978-88-17-16725-3.
- Ovidio. Le metamorfosi, traduzione di G. Faranda Villa, note di R. Corti e introduzione di G. Rosati, Milano, BUR, 1994, ISBN 88-17-16946-3.
- Stazio. Achilleide, introduzione, traduzione e note a cura di G. Rosati, Milano, BUR, 1994, ISBN 978-88-17-16986-8.
- P. Ovidii Nasonis Heroidum epistulae XVIII-XIX: Leander Heroni, Hero Leandro, testo, traduzione e commento a cura di G. Rosati, Firenze, Le Monnier, 1996, ISBN 88-00-81283-X.
- Ovidio. Metamorfosi. Vol. 2 (libri III - IV) a cura di A. Barchiesi, traduzione di L. Koch, commento di A. Barchiesi (libro III) e G. Rosati (libro IV), Milano, Valla-Mondadori, 2007, ISBN 978-88-04-56234-4 (trad ingl. Cambridge, Cambridge University Press, 2024, ISBN 978-1-009-32645-2).
- Ovidio. Metamorfosi. Vol. 3 (libri V - VI), a cura di G. Rosati, traduzione di G. Chiarini, Milano, Valla-Mondadori, 2009, ISBN 978-88-04-58348-6 (trad ingl. Cambridge, Cambridge University Press, 2024, ISBN 978-1-009-32645).
- La costruzione del mito augusteo, a cura di M. Labate e G. Rosati, Heidelberg, Universitätsverlag Winter, 2013, ISBN 978-3-8253-6113-6.
- Ovidio 2017. Prospettive per il terzo millennio. Atti del convegno internazionale (Sulmona, 3-6 aprile 2017), a cura di P. Fedeli e G. Rosati, Teramo, Ricerche&Redazioni, 2018, ISBN 9788885431164.
- Luoghi dell’abitare, immaginazione letteraria e identità romana. Da Augusto ai Flavi, a cura di M. Citroni, M. Labate e G. Rosati, Pisa, Edizioni della Normale, 2019, ISBN 978-88-7642-673-5.
- Ovidio e il teatro del piacere. Il corpo, lo sguardo, il desiderio, Roma, Carocci, 2022, ISBN 978-88-290-1332-6.